# Tillandsia erubescens
Tillandsia erubescens là một loài thuộc chi Tillandsia. Đây là loài đặc hữu của México.

## Giống
- Tillandsia 'Cherub'
- Tillandsia 'Montoro'